# Emilie Hegh Arntzen
Emilie Hegh Arntzen (născută 1 ianuarie 1994, în Skien) este o handbalistă din Norvegia care joacă pentru clubul CSM București și echipa națională a Norvegiei.
Multiplă medaliată în diverse competiții internaționale, Arntzen a debutat în selecționata țării sale în anul 2014.

## Palmares
Club
- Liga Campionilor EHF:
  -  Câștigătoare: 2021

- Cupa EHF:
  - Finalistă: 2018

- Cupa României:
  -  Câștigătoare: 2022

- Campionatul Norvegiei:
  - Câștigătoare: 2018, 2019, 2020, 2021

- Cupa Norvegiei:
  -  Câștigătoare: 2017, 2018, 2019, 2020

Echipa națională
- Jocurile Olimpice:
  -  Medalie de bronz: 2016

- Campionatul Mondial:
  -  Medalie de aur: 2021
  -  Medalie de bronz: 2017

- Campionatul European:
  -  Medalie de aur: 2014, 2016, 2020

- Campionatul Mondial pentru Junioare:
  -  Medalie de bronz: 2012

## Premii individuale
- Cel mai bun centru al lunii septembrie 2016 în Grundigligaen, sezonul 2016/2017;[4]